# Payette River
Der Payette River ist ein rechter Nebenfluss des Snake River im Osten des US-Bundesstaates Idaho.
Der Fluss entsteht am Zusammenfluss seiner beiden Quellflüsse, North Fork und South Fork Payette River, am Westrand der Rocky Mountains. Er fließt anfangs noch durch das Gebirge. Er passiert die Ortschaft Horseshoe Bend. Anschließend wird er unterhalb der Einmündung des Squaw Creek zum Black Canyon Reservoir aufgestaut. Links und rechts des Staudamms zweigt jeweils ein Bewässerungskanal ab. Der Unterlauf des Payette River führt durch die Snake River Plain, einer ariden Ebene. Der Fluss passiert die Kleinstadt Emmett und wendet sich nach Nordwesten. Das Gebiet entlang dem Flusslauf unterhalb des Black Canyon Dams wird mittels Bewässerung landwirtschaftlich genutzt. Der Payette River mündet schließlich bei Payette, 75 km nordwestlich von Boise, in den Snake River.
Der Payette River besitzt eine Länge von 134 km. Er entwässert ein Areal von 8392 km². Der mittlere Abfluss an der Mündung beträgt 83 m³/s. Die höchsten monatlichen Abflüsse treten dort im Mai und Juni auf.
Der Fluss wurde nach François Payette, einem Pelzhändler der North West Company, benannt.